# Xã Green, Quận Gallia, Ohio
Xã Green (tiếng Anh: Green Township) là một xã thuộc quận Gallia, tiểu bang Ohio, Hoa Kỳ. Năm 2010, dân số của xã này là 5.625 người.